# Nascalinjerna
Nascalinjerna är ett samlingsnamn för ett stort antal geoglyfer som återfinns i ett ökenområde som omfattar 450 km2 nära den peruanska kusten cirka 400 km söder om Lima mellan städerna Nasca och Palpa. Nascalinjerna är det främsta och mest kända exemplet på geoglyfer och en av de gåtor som arkeologin har att brottas med. Nascalinjerna utsågs till världsarv 1994.
Geoglyferna skapades mellan 500 f.Kr. och 500 e.Kr. av nascafolket och geoglyferna kan delas in i två kategorier. Den ena kategorin med ungefär 70 geoglyfer föreställer naturligt förekommande former, mest djur men även växter. Den största geoglyfen föreställer en pelikan som är 285 meter lång. Den andra gruppen består av linjer, ofta räta linjer, som kan vara flera kilometer långa och bildar tillsammans trianglar, spiraler och rektanglar med mera.
Marken i området består av ljus sand med ett tunt lager mörkare småsten ovanpå. Linjerna är gjorda genom att småstenen plockats bort så att det ljusare underlaget syns.
Arkeologen Maria Reiche var pionjär i att studera Nascalinjerna. Med början 1946 vigde hon sitt liv åt att studera geoglyferna. Skälet till att nascalinjerna skapades är fortfarande oklart trots omfattande studier. Olika hypoteser finns såsom stjärnobservatorium, ceremoniella platser och bevattningssystem.

## Bilder

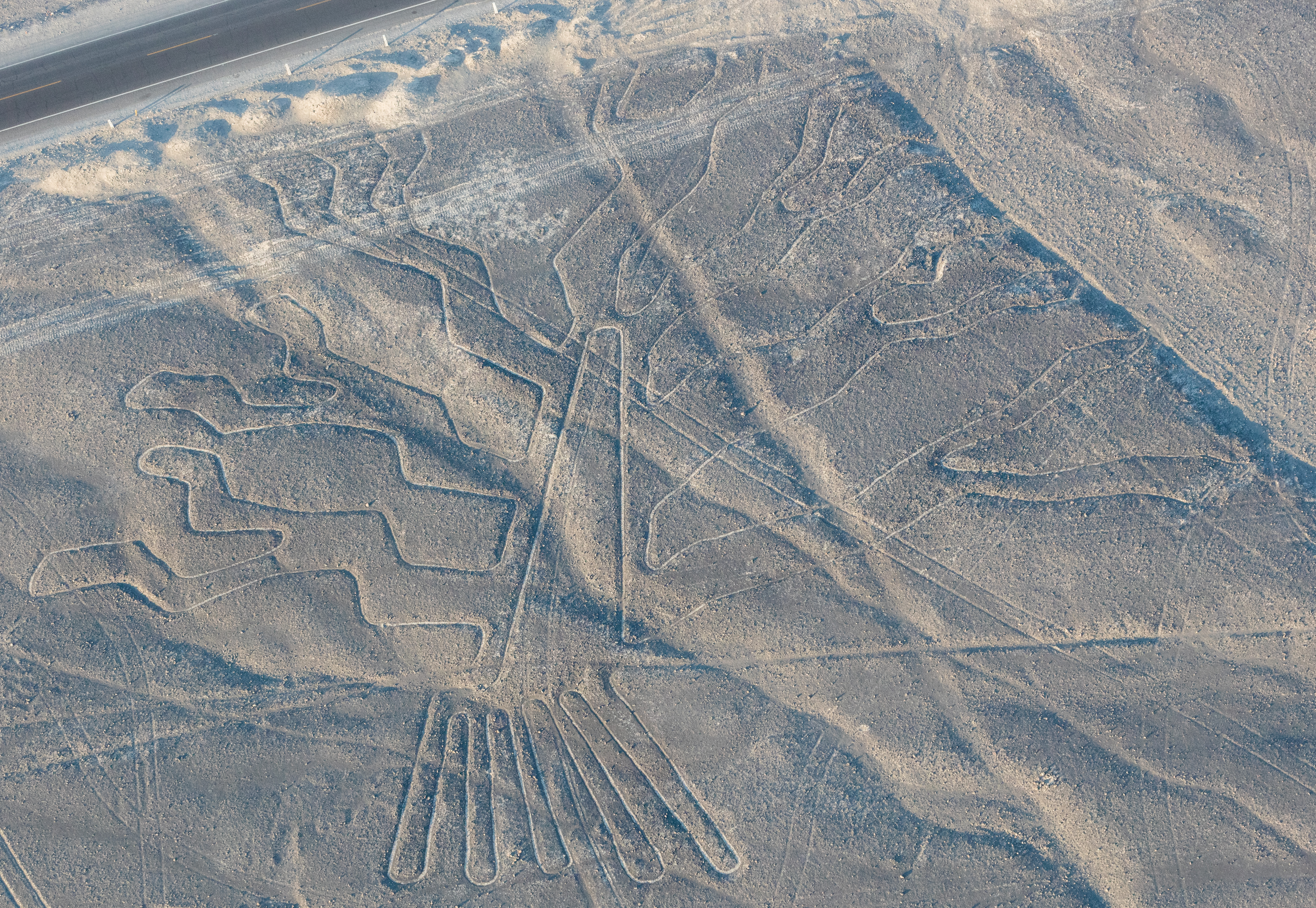
Trädet.
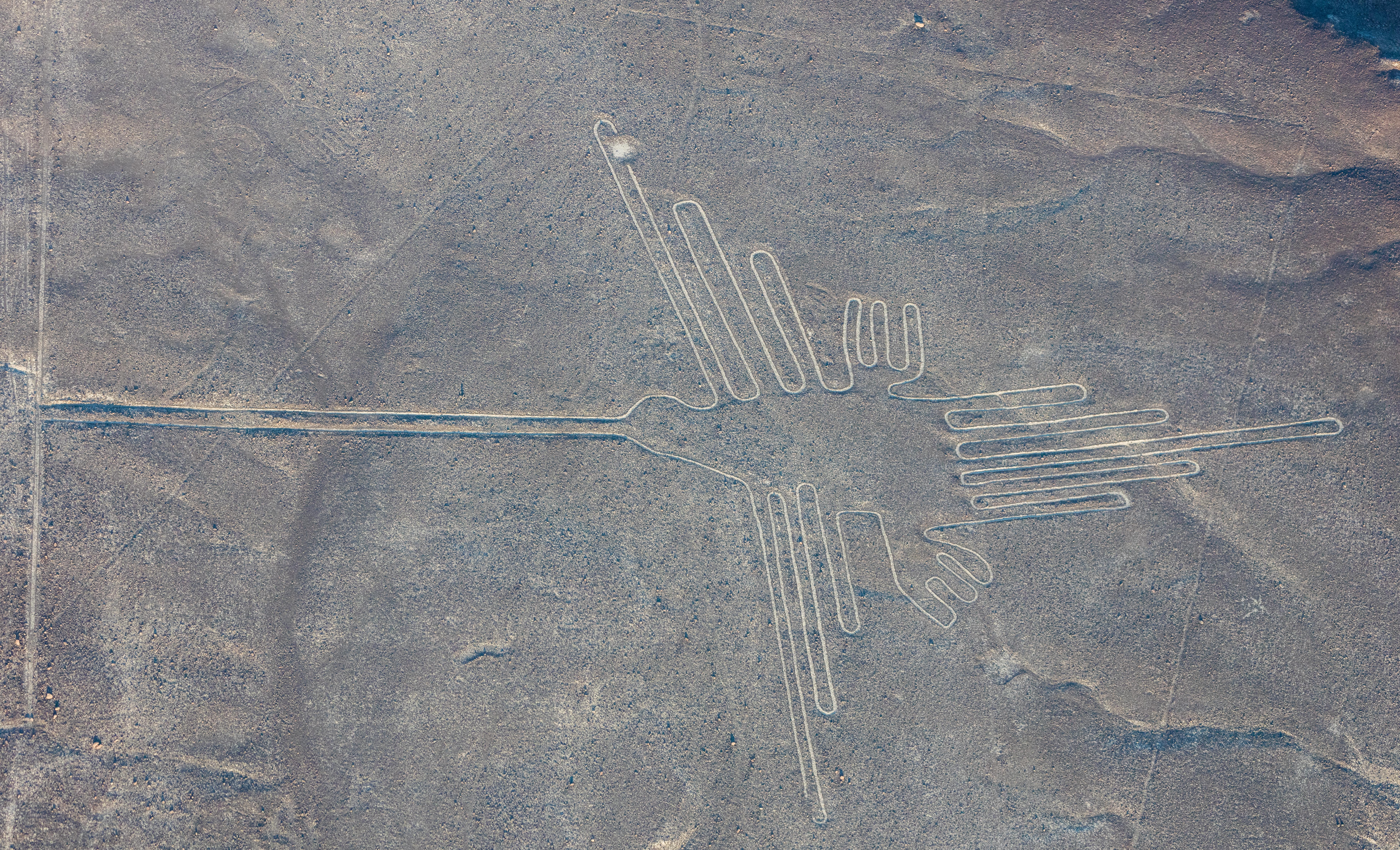
Kolibrin.
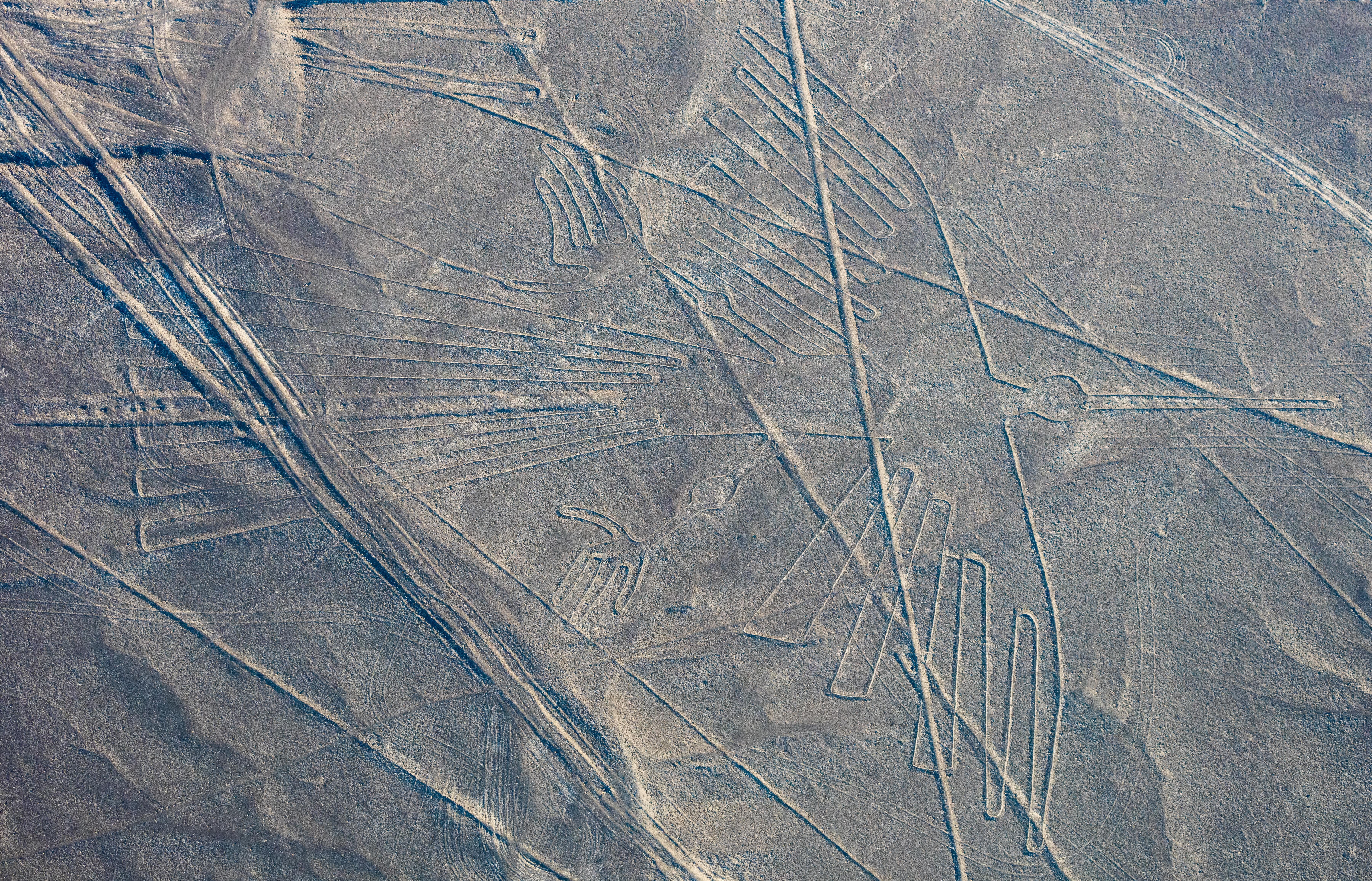
Kondoren.